# Ángel García Peña
Ángel García Peña (Chihuahua, Chihuahua, México; 1856-Ciudad de México, México, 23 de noviembre de 1928) fue un militar mexicano que participó en la Revolución mexicana.

## Primeros años
Nació en la ciudad de Chihuahua, Chihuahua en 1856, siendo hijo de Rodrigo García y de Guadalupe Peña. El 2 de enero de 1872 ingresó al Colegio Militar, y el 4 de diciembre de 1875 se le confirió el grado de subteniente de artillería y dos años más tarde (1877) el de teniente de artillería. Poco a poco fue ascendiendo: en septiembre de 1878 formó parte del Estado Mayor de la 3.º División; y en 1879, con el grado de capitán primero, pasó al Departamento de Estado Mayor.
En 1880 ascendió a Mayor y en 1882 trabajó como ayudante del Observatorio Nacional en el Anteojo Ecuatorial para estudiar el tránsito de Venus; al año siguiente fue nombrado miembro de la comisión que se encargó de discutir el Reglamento de Estadística. En 1884 se le reconoció el grado de teniente coronel y del 25 de julio al 30 de agosto de 1887, y acompañado por el general Sóstenes Rocha, pariticipó en la Comisión Científica de Sonora, que se encargó del levantamiento topográfico del río Yaqui; más tarde se le nombró director de dicha comisión. Durante varios años participó en la Comisión Geográfica Exploradora, de la que fue director desde 1902 hasta 1912; además prestó sus servicios a la Fundición Nacional de Artillería.
García Peña tuvo una participación activa en las campañas contra los yaquis que se efectuaron desde 1887 hasta 1901: tuvo a su mando la Guardia Nacional, el 11 Batallón y fue jefe de columna en varias exploraciones en la sierra; además fungió como inspector de los estados mayores de la primera, segunda y tercera zonas militares. Por su destacada actuación en la Guerra del Yaqui el 19 de marzo de 1900, García Peña obtuvo la mención honorífica y el 16 de abril del mismo año la Condecoración de 3a. Clase del Mérito Militar. En 1904 fue ascendido a general brigadier.

## Revolución mexicana
En 1910 y 1911 combatió a los revolucionarios maderistas en Chihuahua, y después de la caída del régimen porfirista ascendió a general de brigada (12 de septiembre de 1911) por acuerdo del presidente interino Francisco León de la Barra. En febrero de 1912 se le encargó organizar un Batallón Irregular Auxiliar de la Federación en Jalapa, Veracruz, y al mes siguiente (5 de marzo) recibió de Francisco I. Madero la Secretaría de Guerra y Marina en su gabinete presidencial. En 1912 el rey de España, Alfonso XIII, le concedió al general García Peña la Gran Cruz del Mérito Militar y el 11 de septiembre de ese mismo año recibió el grado de general de división.
Al desatarse los sucesos conocidos como la Decena Trágica, García Peña hizo frente al levantamiento y el 9 de febrero desalojó a una partida de rebeldes que se encontraban en Palacio Nacional, pero fue herido.
Al triunfo del cuartelazo de Victoriano Huerta pidió su retiro del servicio activo, mismo que le fue concedido el 1 de marzo de 1913. En ese entonces García Peña se dedicó entonces a realizar trabajos particulares de agrimensura, pero cuando en abril de 1914 el gobierno de Huerta lo mandó llamar con motivo de la invasión de Estados Unidos al puerto de Veracruz, partió inmediatamente al mando de una división de cinco mil hombres rumbo a Perote con el objeto de combatir a los norteamericanos.
Al disiparse el peligro de guerra, García Peña volvió a pedir su retiro del servicio activo que esta vez se le concedió el 9 de julio de 1914; y durante el gobierno de Venustiano Carranza volvió a prestar sus servicios como militar desde 1916 hasta enero de 1920 en que se retiró definitivamente de las armas.
El general Ángel García Peña falleció el 23 de noviembre de 1928 en la Ciudad de México.